# Монети євро Андорри
Монети євро Андорри — сучасні грошові знаки Андорри. Країна почала випуск монет загального зразка європейської валюти євро з 2014 року.

## Історія
Князівство Андорра прийняла євро як грошову одиницю після введення його в сусідніх з ним країнах —  Іспанії і  Франції. Аж до останнього часу ця країна використовувала при розрахунках і платежах євро «де-факто», проте не «де-юре». Найбільш серйозною перешкодою для офіційного введення євро були традиції збереження в Андоррі банківської таємниці вкладів, що суперечать законодавству країн ЄС, протидії відмиванню капіталів. Проте андоррський уряд ще 11 жовтня 2000 року висловив бажання ввести в країні євро і почав переговори у 2004 році з ЄС про карбування та введення в грошовий обіг андоррських монет євро станом на 1 січня 2009 року. Однак єдності з ЄС про обіг власного євро в Андоррі до зазначеного терміну досягнуто не було.
30 червня 2011 року, нарешті, було досягнуто згоди між сторонами і підписаний «валютний договір» між Європейським Союзом і Андоррою. За цією угодою євро стає офіційною валютною одиницею князівства Андорра. Починаючи з 1 липня 2013 року Андорра має право карбувати щорічно власних монет на суму в 2,4 мільйона євро. 30 вересня 2013 року закінчився термін встановлених в «валютному договорі» правил, необхідних для виконання князівством. У той же час ще 2 жовтня 2013 року міністр фінансів князівства Йорге Сінка повідомив на засіданні генеральної ради (парламенту) країни про те, що досі є складнощі при спробах пристосувати андоррського законодавства під загальноєвропейську юридичну базу, спрямовану проти відмивання капіталів, а також при підписанні угоди про співпрацю з Міжнародною організацією з фінансової безпеки (IOSCO) в плані боротьби з банківськими махінаціями і підробкою грошових знаків. Лише 20 листопада 2013 року андоррським урядом були підписані останні два декрети, передбачені «валютною угодою» з Євросоюзом.

## Зовнішній вигляд монет
У березні 2013 року був оголошений публічний конкурс на дизайн передбачуваних до випуску в Андоррі монет євро, монета номіналом у 2 євро з нього була виключена, так як на ній повинен був зображатися герб країни. Дизайнери повинні були представити свої пропозиції на монети 1 євро в рамках теми Каса-де-ла-Вальє; для монет 10, 20 та 50 євроцентів, темою було романське мистецтво країни; для монет 1, 2 та 5 євроцентів, тема обиралася з пейзажів, природи, флори і фауни, характерних для країни.
16 травня 2013 року вибрані мотиви були та надані до ознайомлення. Монети номіналом в 2 євро, а також в 10, 20 та 50 євроцентів передбачалося карбувати на монетному дворі Парижу, монети номіналом в 1 євро, а також 1, 2 та 5 євроцентів — в Іспанії. Монети євро були введені в обіг протягом I кварталу 2014 року. У звичайний грошовий обіг, змішавши їх з використовуваними вже іспанськими і французькими монетами, відправлено 80 % викарбуваних грошових коштів. 20 % було залишено, як монетні серії — для поширення серед колекціонерів.
На монетах номіналом від 1 до 5 євроцентів зображено козицю піренейську та гриф-ягнятник. Передбачалося, що на монетах номіналом у 10, 20 та 50 євроцентів буде зображено деталь фрески «Пантократор» романського храму «Сант-Марті-де-ла-Кортинада» і романську церкву Санта-Колома. Але після протесту Єврокомісії у зв'язку з релігійним зображенням на монетах, образ Пантократора був видалений, було залишено лише дзвіницю Санта-Коломи. На монеті в 1 євро показано будівлю державного ради Андорри, Каса-де-ла-Вальє («Casa de la Vall»).

Герб Андорри, мотив для монети у 2 євро
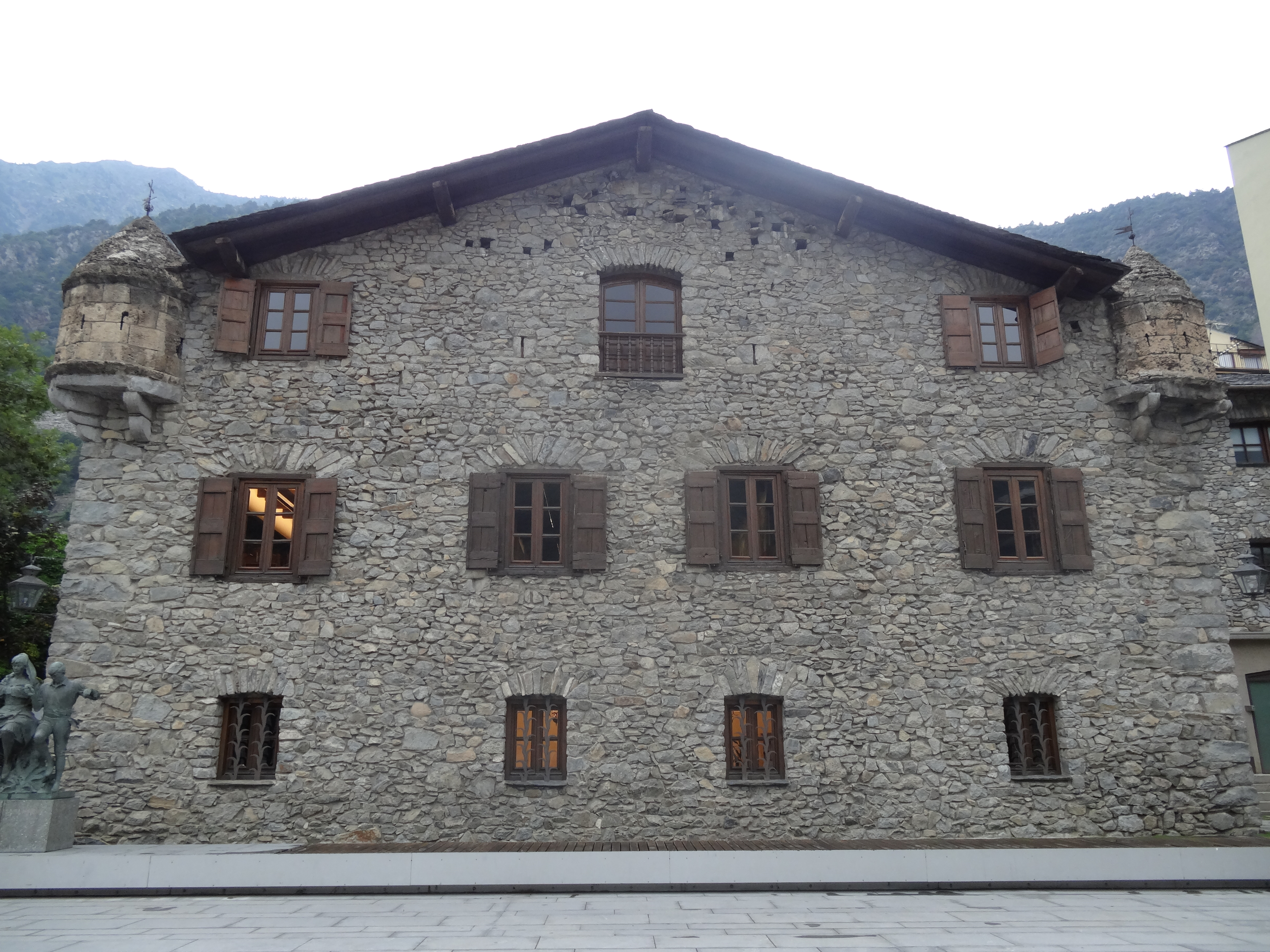
Каса-де-ла-Вальє, мотив для монети у 1 євро
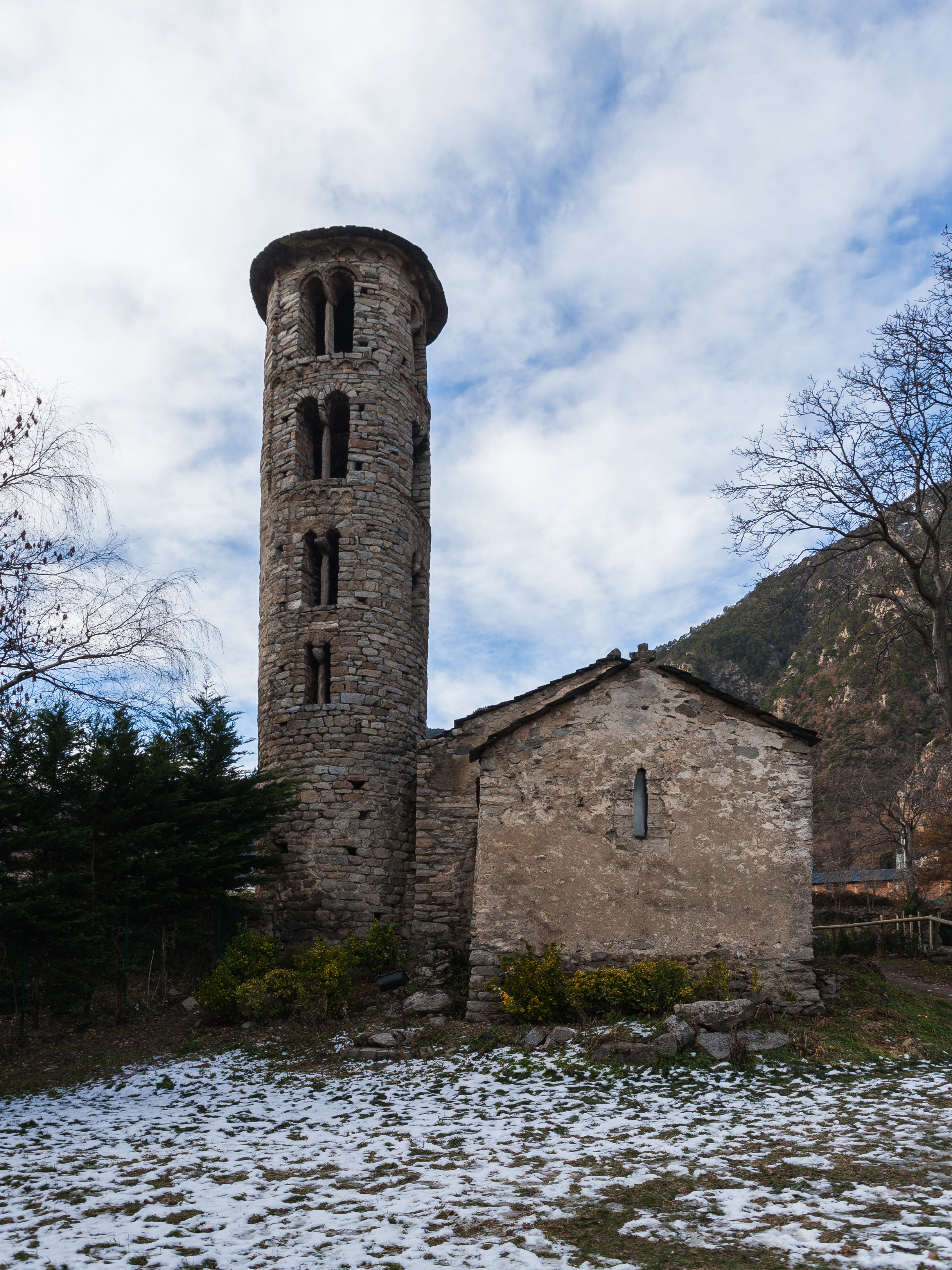
Церква Санта-Колома, мотив для монет 10-50 євроцентів
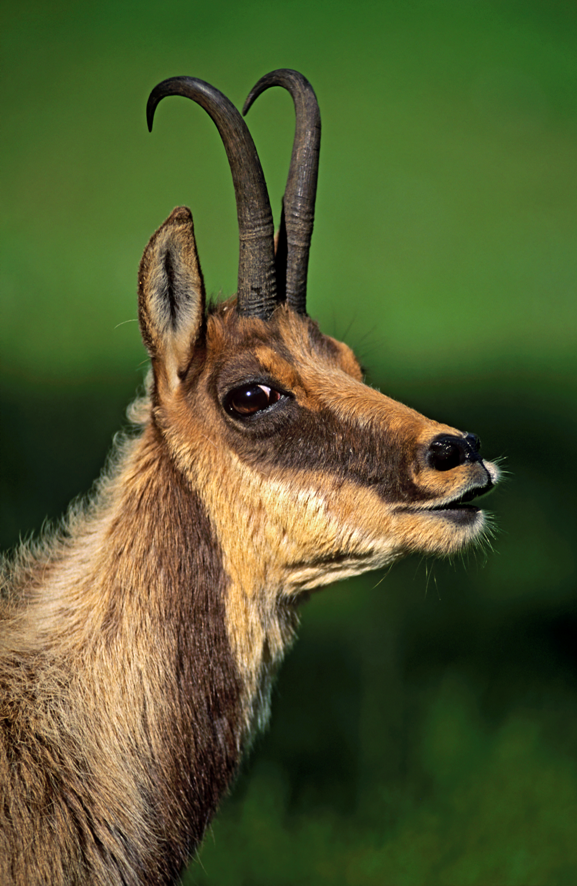
Козиця піренейська, мотив для монет 1-5 євроцентів
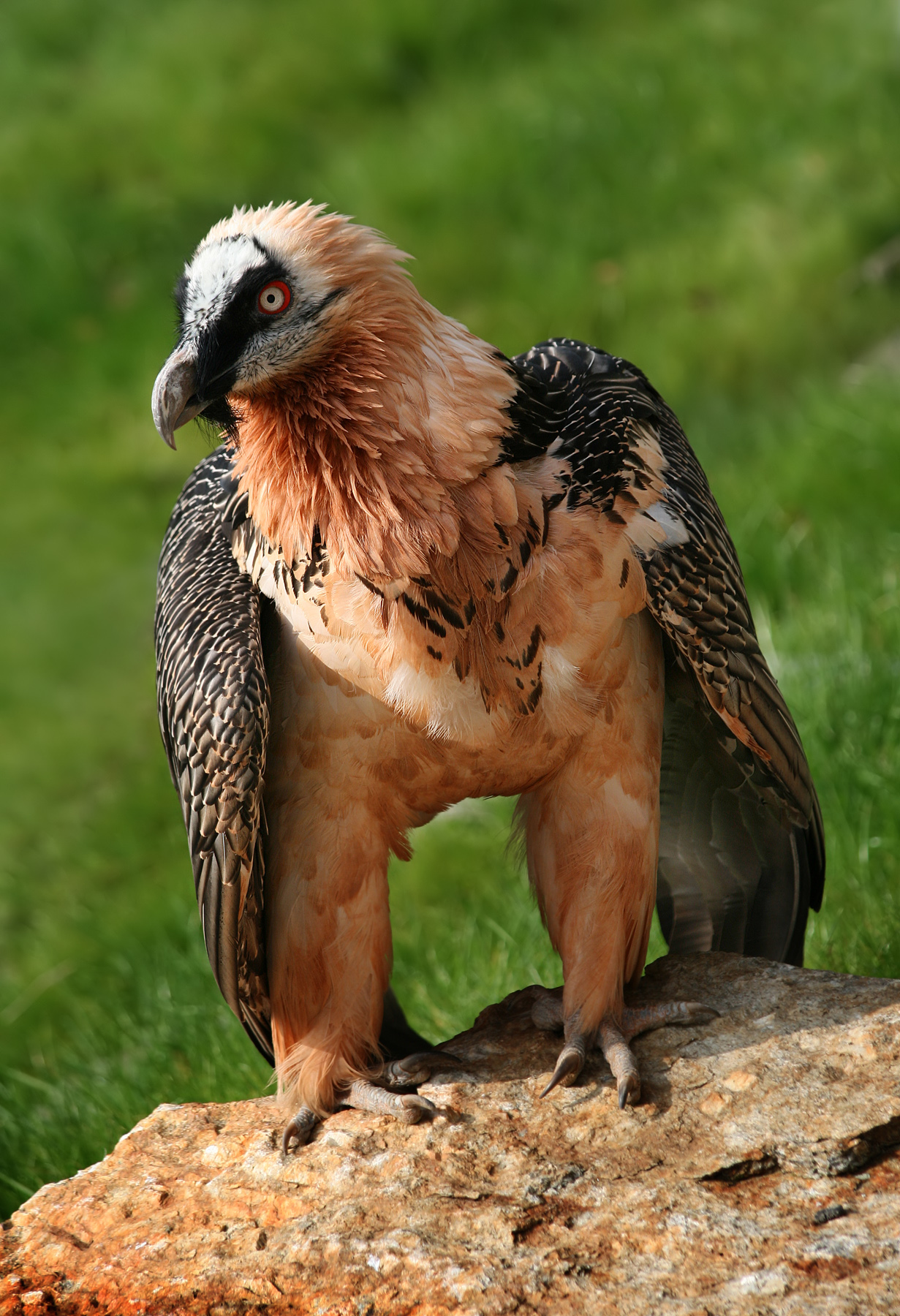
гриф-ягнятник, мотив для монет 1-5 євроцентів